# Токуносима (посёлок)
Токуносима (яп. 徳之島町 Токуносима-тё:) — посёлок в Японии, находящийся в уезде Осима округа Осима префектуры Кагосима. Площадь посёлка составляет 104,87 км², население — 11 495 человек (1 августа 2014), плотность населения — 109,61 чел./км².

## Географическое положение
Посёлок расположен на острове Токуносима в префектуре Кагосима региона Кюсю. С ним граничат посёлки Исен, Амаги.

## Население
Население посёлка составляет 11 495 человек (1 августа 2014), а плотность — 109,61 чел./км². Изменение численности населения с 1980 по 2005 годы:
| 1980 | 15 553 чел. |  |
| 1985 | 15 321 чел. |  |
| 1990 | 14 536 чел. |  |
| 1995 | 13 640 чел. |  |
| 2000 | 13 127 чел. |  |
| 2005 | 12 892 чел. |  |